# Rijksraad van Oostenrijk

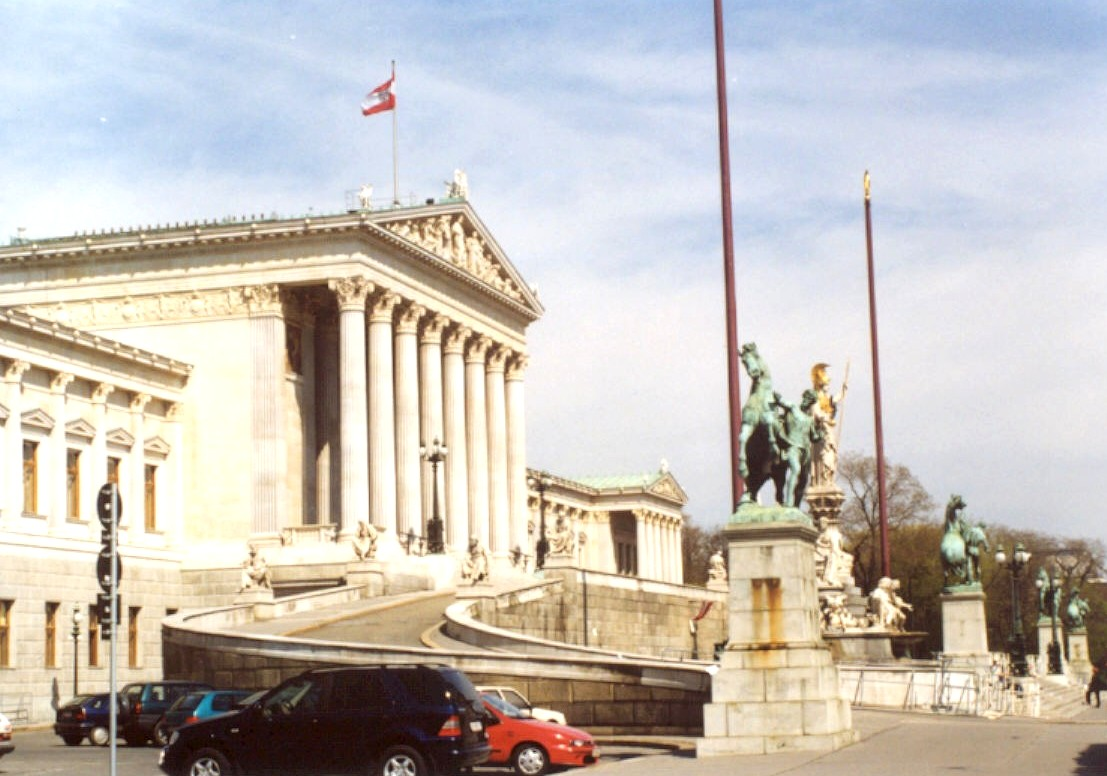
Het gebouw waar vroeger de Rijksraad zetelde en nu de zetel is van het Federaal Parlement van Oostenrijk

De Rijksraad van Oostenrijk (Duits: Reichsrat, Italiaans: Consiglio del Reich, Kroatisch: Carevinsko vijeće, Pools: Rada Państwa, Sloveens: državni svet, Tsjechisch: Říšská rada), was van 1861 tot 1918 de benaming van het parlement van Cisleithanië, het Oostenrijkse deel van de dubbelmonarchie Oostenrijk-Hongarije. De Rijksraad bestond uit twee kamers:
- Lagerhuis: Huis van Afgevaardigden (Abgeordnetenhaus)
- Hogerhuis: Herenhuis (Herrenhaus)

In de volksmond sprak men over de Rijksraad als men daar het Huis van Afgevaardigden mee bedoelde.

## Huis van Afgevaardigden
In het Huis van Afgevaardigden (Abgeordnetenhaus), opgericht in 1848, werden vertegenwoordigers van alle volkeren uit Cisleithanië (Oostenrijk) gekozen. Tot de invoering van het algemeen, enkelvoudig kiesrecht (vanaf 24 jaar; alleen mannen mochten stemmen) in 1907 domineerden de Duitsnationalen en de adel het Huis van Afgevaardigden, maar dankzij de kiesrechthervorming van 1907 werd hun macht ingeperkt en werd het Huis van Afgevaardigden meer een afspiegeling van de bevolking. Omdat alle afgevaardigden in hun eigen taal het woord mochten voeren, verliepen de vergaderingen soms echter chaotisch; tolken waren er niet. De fracties in het Huis van Afgevaardigden waren veelal etnisch van samenstelling, overigens niet alleen bij de rechtse en nationalistische partijen. De Duitse sociaaldemocraten namen het bijvoorbeeld vooral op voor Duitse arbeiders en was marxistisch, terwijl de Tsjechische sociaaldemocraten in de eerste plaats geïnteresseerd waren in meer autonomie voor de Bohemen en Moravië. De verschillende nationalistische partijen konden het overigens onderling bijzonder slecht vinden.
Na de eerste algemene verkiezingen van 1907 was de zetelverdeling van het Huis van Afgevaardigden vooral lang etnische lijnen:
| Partij                                                                                          | zetels |
| ----------------------------------------------------------------------------------------------- | ------ |
| Christelijk-Sociale Partij                                                                      | 96     |
| Duitse en Slavische Sociaal-Democraten                                                          | 86     |
| Duits nationale partijen (variërend van liberaal en conservatieve tot nationalistische partijen | 84     |
| Tsjechische partijen (w.o. de Realistische Partij van Tomáš Masaryk                             | 82     |
| Poolse partijen                                                                                 | 70     |
| Joodse partijen                                                                                 | 5      |
| Italiaanse partijen                                                                             | 14     |
| Sloveense partijen                                                                              | 23     |
| Roetheense partijen                                                                             | 9      |
| Kroaten                                                                                         | 12     |
| Roemenen                                                                                        | 5      |
| Serviërs                                                                                        | 2      |
| Russische Radicalen                                                                             | 1      |
| Vrije Socialisten                                                                               | 1      |
| Onafhankelijke Socialisten                                                                      | 1      |
| Sociale Partij                                                                                  | 1      |
| partijlozen                                                                                     | 2      |
| vacant                                                                                          | 1      |

Bij de parlementsverkiezingen van 1911 wonnen de sociaaldemocraten en werd hun fractie de grootste in het Huis van Afgevaardigden.
Het Oostenrijkse deel van de Dubbelmonarchie was dus sinds 1907 op weg om een democratie te worden. Kabinetten werden echter niet samengesteld naar partijgrootte in het Huis van Afgevaardigden en het buitenlands beleid en defensie lagen vooral in handen van de keizer.
In 1873 telde het Huis van Afgevaardigden 353 leden en in 1907 516 leden.

### Parlement en regering
Van 1867 tot 1879 had de Duitsliberale Partij (Deutschliberale Partei) de meerderheid in de Rijksraad. Oostenrijk werd in die periode geregeerd door liberale kabinetten onder leiding van vorst Carlos von Auersperg en zijn broer vorst Adolf von Auersperg. In 1879 verloren de liberalen hun meerderheid en konden de christelijke partijen hun invloed vergroten. Een coalitie van christelijk-socialen, klerikalen, Polen en Tsjechen onder leiding van Eduard Graf von Taaffe probeerde in 1883 het algemeen kiesrecht in te voeren, maar slaagde hier niet in door het verzet van de Duitse nationalistische partijen, die vreesden dat de Duitse hegemonie over Cisleithanië verloren dreigde te gaan. Een progressief-katholieke regering onder leiding van Max Freiherr von Beck slaagde hier in 1907 wel in dankzij steun van de niet-Duitse etnische partijen, de sociaaldemocraten, de christelijk-socialen en een deel van de Duitse liberalen. Ook de keizer steunde de invoering van het algemeen kiesrecht, in de hoop dat de etnische spanningen zouden verminderen.
Het conservatieve kabinet van Karl Reichsgraf von Stürgkh vond dat hij tegenwerking ondervond van het parlement en liet op 16 mei 1914 de Rijksraad ontbinden en stelde een strenge perscensuur in. Daarnaast regeerde Stürgkh via noodverordeningen. Hij werd gesteund door de generale staf onder leiding van generaal Franz Graf Conrad von Hötzendorf, minister van Oorlog Alexander Ritter von Krobatin en minister van Buitenlandse Zaken Leopold Graf Berchtold. Een toevallige bijkomstigheid voor Stürgkh was de Juli-crisis als gevolg van de moord op de Oostenrijks-Hongaarse troonopvolger, aartshertog Frans Ferdinand van Oostenrijk-Este. Eigenhandig en zonder zich voor het parlement te verantwoorden kon de regering-Stürgkh een ultimatum aan Servië opstellen en de daaropvolgende oorlogsverklaringen vormden geen probleem. Overigens ontving de regering steun van de meeste in parlement vertegenwoordigde Duitse partijen, van de Duitsnationalen tot de Duitstalige sociaaldemocraten.

## Herenhuis
Het Herenhuis (Herrenhaus), opgericht in 1861, bestond uit de volgende categorieën:
1. Meerderjarige leden van het regerende Huis Habsburg-Lotharingen (de aartshertogen);
2. Aartsbisschoppen en bisschoppen met vorstelijke rang;
3. Hoofden van oude, grootgrondbezittende adellijke geslachten (zij waren "erfelijk" lid van het Herenhuis);
4. Oostenrijkse staatsburgers die door de keizer vanwege hun verdiensten op het terrein van staat en kerk, wetenschap en kunst voor het leven werden benoemd tot leden van het Herenhuis

In 1911 zag de samenstelling van het Herenhuis er als volgt uit: 14 aartshertogen, 18 (aarts)bisschoppen (nl. 5 vorst-aartsbisschoppen, 5 overige aartsbisschoppen, 8 vorst-bisschoppen), 90 leden van de vermogende adellijke geslachten, 169 voor het leven benoemde leden.
Sinds 1907 konden leden van het Herenhuis zich ook kandidaatstellen voor het Huis van Afgevaardigden.
In 1911 telde het Herenhuis 291 leden.
Qua samenstelling leek het Herenhuis sterk op het Britse House of Lords van voor de parlementaire hervorming van 1911.

## Opvolger van de Rijksraad
Met het uiteenvallen van de Donaumonarchie in november 1918 verdween ook de Rijksraad als parlement van Cisleithanië en werd vervangen door een nieuw, tweekamerparlement voor de Bondsrepubliek Oostenrijk met de Nationale Raad (Nationalrat) als lagerhuis en de Bondsraad (Bundesrat) als Hogerhuis. Vandaag de dag vormen deze twee kamers nog steeds het Oostenrijkse parlement.

## Verwijzing
1. ↑  Voorheen Senaat Senat geheten